# ソ蒙相互援助議定書
ソ蒙相互援助議定書（ソもうそうごえんじょぎていしょ、ロシア語: Протокол Взаимопомощи между Союзом Советских Социалистических Республик и Монгольской Народной Республикой）は、1936年、ソビエト連邦とモンゴル人民共和国の間で結ばれた同盟条約である。
事実上、日本及び満州国を仮想敵国とした。

## 締結までの経緯
1931年、満州事変が勃発し、翌32年に「満州国」が建国されると、日満議定書で日本軍が満州国に駐屯することになり、日本の勢力圏がソ連の国境に接することとなった。これに対抗してソ連は1934年11月、ソ連軍がモンゴルに駐留する根拠となる相互援助議定書をモンゴルに提案した。しかし、モンゴル首相ゲンデンの反対で、11月27日、口頭による協定（紳士協定）として結ばれた。
1935年には、満・蒙国境を巡り、ハルハ廟事件などの大規模な国境紛争が頻発した。さらに、翌36年には、ヘレムテ事件、アダグドラン事件、ボイル湖事件、ボルンデルス事件などが続いた。ソ連は、これらの国境紛争を「日本による対ソ攻撃の前兆としてとらえ、モンゴルにおける基地保有の必要性を一層確信し」、そして「極東での日本軍の行動を抑止するために」、モンゴルとの関係緊密化・モンゴルの軍事力強化に取り組んだ。しかし、ゲンデンは、ソ連の軍事援助を求めつつも「ソ連軍のモンゴルへの進駐に対して慎重な態度を終始崩すことはなかった」。一方、デミド陸相はソ連との協力に積極的で、「ソ連軍のモンゴルへの派遣を含む武器・装備などの援助」を求めた。
1935年12月30～31日、モスクワにおいてスターリン・ゲンデン会談が行われたが、この時のスターリンの要求は、「モンゴル人民共和国が日本帝国主義と闘う断固たる体制をかためるために、ソ・モ相互援助条約を成文化し、批准すること」であった。しかし、ゲンデンはこれに従わなかったため、モスクワからの帰国直後の36年1月20日、モンゴル人民革命党中央委員会第43回指導者会議により、首相と外相の職からの解任が決定され、ゲンデンは排除されることとなった（正式な解任は3月22日の国民小会議において）。なお、ちょうどこのころ、ホロンボイルではこれまでで最大規模の軍事衝突であるオラホドガ事件が発生していた。
1936年3月12日、ウランバートルにおいて、ゲンデン首相は、タヨーロフ駐蒙ソ連全権代表との間で、成文化された条約である「ソ蒙相互援助議定書」に署名させられた。

## 議定書の内容
- 第1条:第三国によりソ・蒙の領土に対する攻撃の脅威が発生した場合、両国は必要と思われる一切の手段を講じる[4]。
- 第2条:いずれか一方に軍事的攻撃が加えられた場合は、軍事的援助を含むその他一切の援助を相互に提供する[4]。

また、第1・2条に基づく軍隊駐屯は、その必要の解消とともに即時撤収する（第3条）こととされた。議定書は署名同日に発効し、有効期限は署名日より10年間（第4条）とされた。

## 影響
まず、中華民国（南京国民政府）は、モンゴルに対する領有権を主張してきた関係から、議定書の締結に強く反発し、1924年の中ソ協定違反であると抗議した。
また日本も、この議定書の締結により、ますますソ連を警戒するようになった。8月7日の四相会議で決定された「帝国国防方針」は、ソ連による脅威を訴え、「日本政府内に極東におけるソ連の影響力を、日本とドイツとの提携によって抑制しようとする動きが活発になり、日本政府は急ぎドイツとの交渉に入り」、この結果、同年11月25日に日独防共協定が締結された。

## ソ連軍のモンゴル進駐
議定書に基づき、ソ連軍は「1936年に続いて日中戦争勃発後の1937年に大規模なソ連軍をモンゴルに進駐させ」、「ノモンハン事件の際には約4万人のものソ連軍兵士が参戦」した。

## 日本が降伏した後
ソ連が満州に軍隊を派遣し、日本が降伏した後、スターリンはモンゴルの国家経済建設の必要を満たすために労働力を利用するため、2万人の日本人捕虜をモンゴル人民共和国に送るよう命じた。実際、1945年末までにモンゴル人民共和国は12,318人の捕虜を捕らえていた。連合国は、1936年のソ蒙相互援助議定書に基づき、双方が共通の戦利品を分配すべきであると告げられた。モンゴル人は1939年の日本軍によるノモンハン侵攻の補償としてこれらの捕虜を受け入れた。